# Saint-Georges-les-Bains
Saint-Georges-les-Bains è un comune francese di 2 072 abitanti situato nel dipartimento dell'Ardèche della regione dell'Alvernia-Rodano-Alpi.

## Società

### Evoluzione demografica
Abitanti censiti